# Lichenaula
Lichenaula é um gênero de traça pertencente à família Agonoxenidae.